# Mencia
Mencia (spanska: Mencía) är en blå vindruva som odlas främst i nordvästra Spanien i distriktet Bierzo samt Rias Baixas, Ribeiro och Valdeorras. Den härstammar troligen från Frankrike. Druvan ansågs en period vara samma som Cabernet Franc, men det är fastlagt att så inte är fallet. Förväxlingen kan ha kommit av att smaken på viner av druvan påminner om Cabernet Franc.

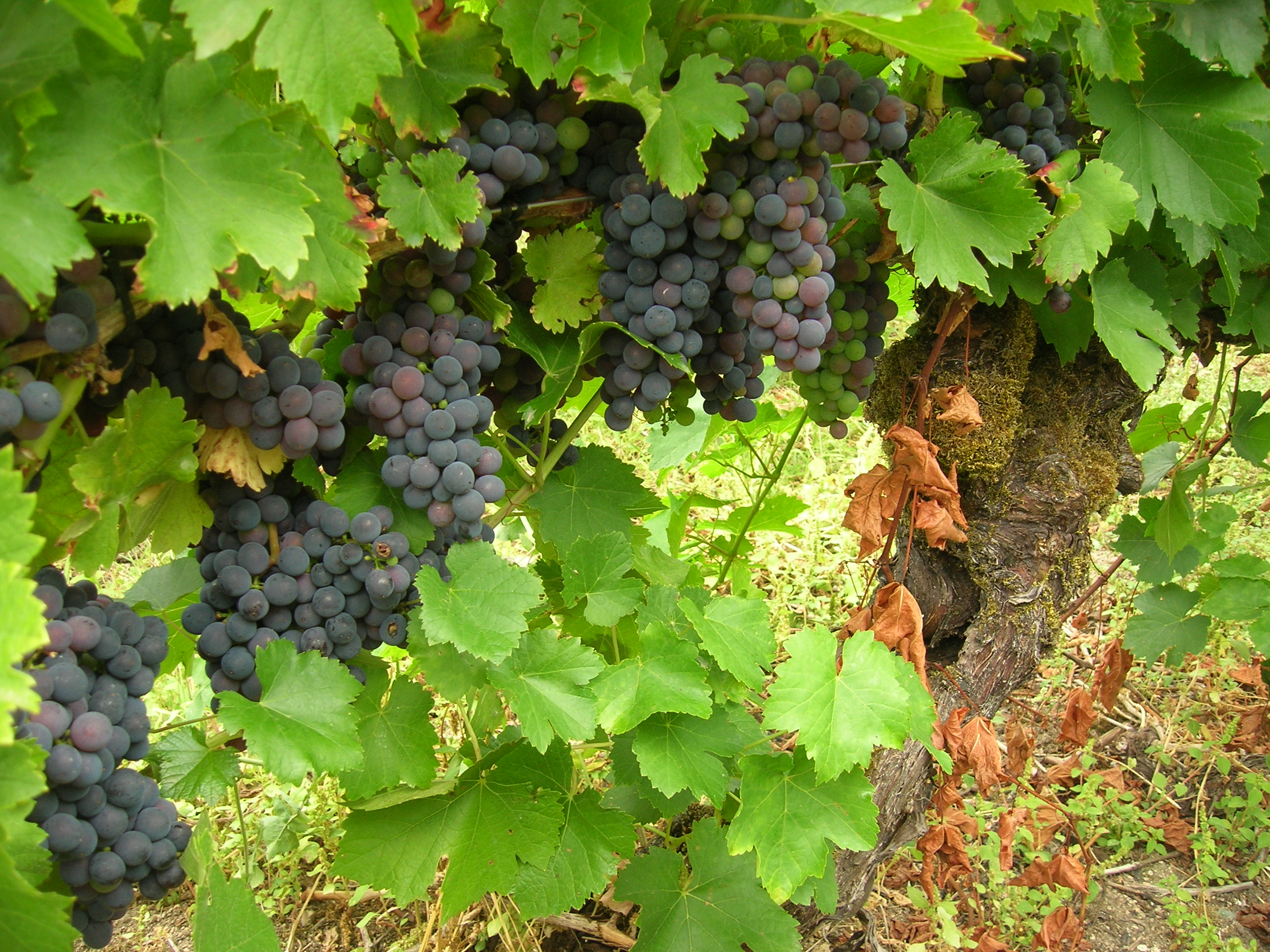
Mencia-druvor i Ribeira Sacra

Druvklasen och druvorna är medelstora, druvorna ellipsformade, skalet tjockt, druvjuicen ofärgad och smaken neutral. Druvans karaktäristiska stil/smakpalett består av körsbär, blåbär, örter, peppar, chark/läder (animala toner), mörk choklad, lakrits, florala toner, citrus och mineral, ofta strama tanniner och tydlig friskhet. Druvan genererar fruktiga viner med mycket färg och hög syra. Den är sötaktig och aromatisk, med relativt hög alkoholhalt och växer bäst i områden med atlantklimat. De röda vinerna är oftast lagringsviner som mår bra av ett par år på ekfat. Rosévinerna blir aromatiska, fruktiga, livliga och milda med bra syra.